# La Maternelle (film, 1933)
Pour les articles homonymes, voir La Maternelle.
Pour plus de détails, voir Fiche technique et Distribution.
La Maternelle est un film français réalisé par Jean Benoit-Lévy et Marie Epstein, sorti en 1933. Il est adapté du roman éponyme de Léon Frapié. 

## Synopsis
Une jeune fille, Rose, travaille dans une école pauvre et y adopte une petite fille abandonnée. Un médecin demande Rose en mariage, mais la petite fille, se sentant trahie, fait une tentative de suicide.

## Fiche technique
- Titre international : Children of Montmartre
- Réalisation : Jean Benoit-Lévy et Marie Epstein
- Scénario : Léon Frapié, Jean Benoit-Lévy et Marie Epstein
- Musique : Édouard Flament
- Image : Georges Asselin
- Tournage: Studios Photosonor
- Durée : 83 minutes
- Date de sortie : 16 septembre 1933

## Distribution
- Madeleine Renaud : Rose
- Alice Tissot : La directrice
- Paulette Élambert : Marie Cœuret
- Sylvette Fillacier : Mme Cœuret
- Mady Berry : Mme Paulin
- Henri Debain : Dr Libois
- Alex Bernard : Le professeur
- Edmond van Daële : Pantin
- Gaston Séverin : L'inspecteur

## Distinctions
Le film remporte le prix du meilleur film étranger au National Board of Review en 1933.